# Joe Foster (Rennfahrer)

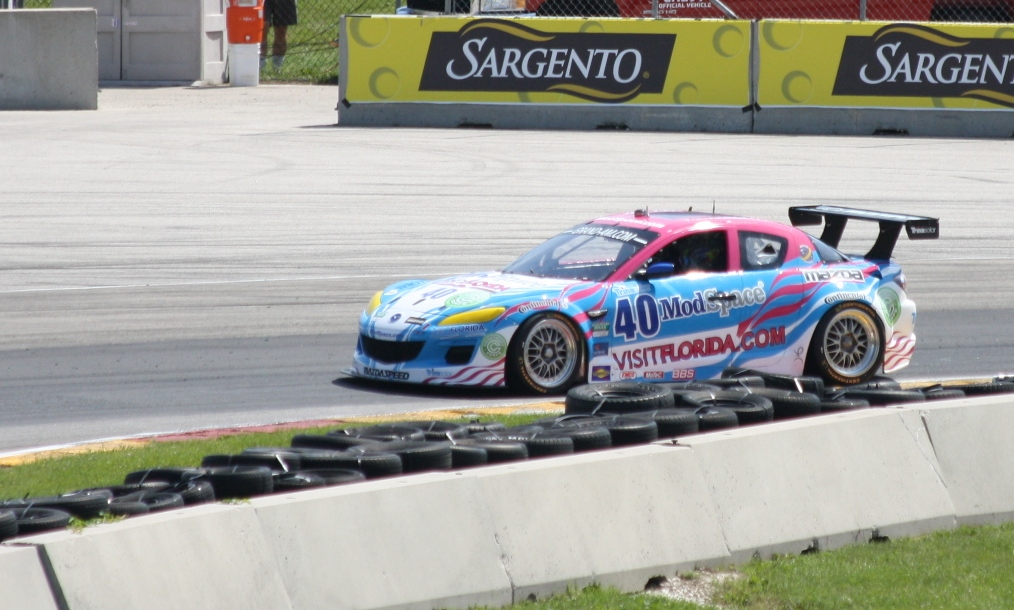
Joe Foster im Mazda RX-8 GT beim 2-Stunden-Rennen von Road America 2011

Joe Foster (* 3. November 1965 in Orange) ist ein US-amerikanischer Autorennfahrer und Rennfahrer-Instrukteur.

## Karriere als Rennfahrer
Die Fahrerkarriere von Joe Foster begann in Europa, wo er 1985 an der Britischen Formel-3-Meisterschaft teilnahm. Nach elf Rennteilnahmen auf einem von Murray Taylor Racing gemeldeten Ralt RT30 blieb er in der Endwertung der Meisterschaft (Gesamtsieger Maurício Gugelmin) punktelos. Nach dem Ablauf der Saison hatte er in England einen Autounfall, der seine Karriere für viele Jahre unterbrach.
Joe Foster kehrte in die Vereinigten Staaten zurück und begann nach einer medizinischen Rehabilitation, die zur vollständigen Genesung von den Unfallfolgen führte, ein Studium am Georgia Institute of Technology in Atlanta, dass er als Masters of Mechanical Engineering abschloss. Bis zu seinem Wiedereinstieg als Fahrer war er viele Jahre Chef-Fahrinstrukteur der Panoz Racing School und beim Miller Performance Training Center am Miller Motorsports Park in Tooele. Dort war der Schauspieler und spätere Rennfahrer Patrick Dempsey einer seiner Schüler. 
1997 kehrte Foster als Fahrer an die Rennstrecken zurück. Nach Starts in einer Monopostoserie fuhr er ab 1999 für unterschiedliche Teams Rennen in der American Le Mans Series. Seine größten Erfolge feierte er in der Grand-Am Sports Car Series, in der er 2007 den zweiten Gesamtrang und 2008 die Gesamtwertung der Koni Challenge GS gewann. Dreimal war Foster beim 24-Stunden-Rennen von Le Mans am Start, immer mit seinem früheren Schüler Patrick Dempsey als Partner. Beste Platzierung war der 22. Endrang 2014.

## Statistik

### Le-Mans-Ergebnisse
| Jahr | Team                     | Fahrzeug            | Teamkollege     | Teamkollege  | Platzierung | Ausfallgrund |
| ---- | ------------------------ | ------------------- | --------------- | ------------ | ----------- | ------------ |
| 2009 | Team Seattle             | Ferrari F430 GTC    | Patrick Dempsey | Don Kitch    | Rang 30     |              |
| 2013 | Dempsey Del Piero-Proton | Porsche 997 GT3-RSR | Patrick Dempsey | Patrick Long | Rang 28     |              |
| 2014 | Dempsey Racing-Proton    | Porsche 997 GT3-RSR | Patrick Dempsey | Patrick Long | Rang 24     |              |

### Sebring-Ergebnisse
| Jahr | Team                     | Fahrzeug               | Teamkollege     | Teamkollege   | Teamkollege     | Platzierung | Ausfallgrund     |
| ---- | ------------------------ | ---------------------- | --------------- | ------------- | --------------- | ----------- | ---------------- |
| 2001 | Kyser Racing             | Porsche 911 GT3-R      | Kyle Wankum     | Jeffrey Pabst |                 | Rang 15     |                  |
| 2002 | Kyser Racing             | Lola B2K/40            | Kye Wankum      | Doc Bundy     |                 | Ausfall     | Unfall           |
| 2003 | Hyper Sport              | Porsche 911 GT3-RS     | Brad Nyberg     | Rick Skelton  |                 | Ausfall     | Kraftübertragung |
| 2013 | Dempsey Del Piero Racing | Porsche 997 GT3 Cup    | Patrick Dempsey | Andy Lally    |                 | Rang 28     |                  |
| 2014 | Dempsey Racing           | Porsche 911 GT America | Patrick Dempsey | Andrew Davis  | Norbert Siedler | Rang 41     |                  |

### Einzelergebnisse in der FIA-Langstrecken-Weltmeisterschaft
| Saison | Team           | Rennwagen           | 1   | 2   | 3   | 4   | 5   | 6   | 7   | 8   |
| ------ | -------------- | ------------------- | --- | --- | --- | --- | --- | --- | --- | --- |
| 2013   | Dempsey-Proton | Porsche 997 GT3-RSR | SIL | SPA | LEM | SAO | AUS | FUJ | SHA | BAH |
| 2013   | Dempsey-Proton | Porsche 997 GT3-RSR | 28  |     |     |     |     |     |     |     |
| 2014   | Dempsey-Proton | Porsche 997 GT3-RSR | SIL | SPA | LEM | AUS | FUJ | SHA | BAH | SAO |
| 2014   | Dempsey-Proton | Porsche 997 GT3-RSR | 24  |     |     |     |     |     |     |     |